# Лопес (остров)
Лопес или Лопез (англ. Lopez Island) — третий по величине остров в архипелаге Сан-Хуан, который расположен у северо-западного побережья штата Вашингтон, США. В административном отношении является частью округа Сан-Хуан.
Площадь острова составляет 77,2 км², а население по данным переписи 2000 года составляет 2177 человек. Лопес отличается от остальных крупных островов архипелага более низменным рельефом. Самая высокая точка острова составляет 148 м над уровнем моря.
Лопес связан с материком паромной переправой. Паромный терминал находится на северной оконечности острова. Обычное плавание от города Анакортес занимает около 40 минут. В западной части острова имеется аэропорт. Остров привлекает большое количество туристов.
Остров получил своё название в честь испанского мореплавателя Гонсало Лопеса де Аро, который был первым европейцем, открывшим архипелаг Сан-Хуан.